# Dagmar Ringstorff
Dagmar Ringstorff (* 2. März 1940 in Dresden; auch bekannt unter dem Künstlernamen Dagmar Dark) ist eine ehemalige deutsche Pantomimin und Lehrerin für Pantomime. Sie ist die Witwe des Politikers Harald Ringstorff, der von November 1998 bis Oktober 2008 Ministerpräsident von Mecklenburg-Vorpommern war.

## Leben und Wirken
Dagmar Ringstorff wuchs in Dresden-Cotta auf. Dort war sie Schülerin der Rübezahlschule, die jedoch 1945 durch Bombentreffer zerstört war und in den Nachkriegsjahren nicht genutzt werden konnte. Deshalb erfolgte der Unterricht bis zum 1. September 1949 behelfsmäßig in einer anderen Schule. Außerschulisch erhielt sie Tanzunterricht. Als Jugendliche interessierte sie sich für das Theater und wollte Schülerin an der Palucca-Schule und später Tänzerin werden.
Nach ihrer Schulzeit absolvierte sie  zunächst im Transformatoren- und Röntgenwerk Dresden eine Ausbildung zur Technischen Zeichnerin. 1965 kam sie an das Dresdner Theaterstudio, das vom Mimen Jochen Heilmann geleitet wurde.
Nach einer Aufführung des französischen Pantomimen Marcel Marceau in Dresden im Spätsommer 1966 trat sie dem Pantomime-Ensemble „Theater ohne Worte“ bei, das 1965 von Gerd Glanze, Schauspieler an der Staatsoperette Dresden, gegründet worden war. In diesem Ensemble erfolgte ihre Ausbildung in Klassischer Pantomime und sie nahm den Künstlernamen Dagmar Dark an.
Im Dezember 1968 traten die Mitglieder des Ensembles „Theater ohne Worte“ Gerd Glanze, Dagmar Dark und Jürgen Just mit der Uraufführung ihres neuen Pantomime-Programms Zauber der Illusion im Kleinen Haus des Volkstheaters Rostock auf. Hanns Anselm Perten, zu jener Zeit Generalintendant des Volkstheaters Rostock, engagierte ab 1969 die bis dahin in Dresden agierenden Pantomimen Gerd Glanze, Dagmar Dark, Jürgen Just und Joachim Lemke, sodass mit dem Ensemble „Theater ohne Worte“ am Volkstheater Rostock das erste professionelle Pantomime-Theater der DDR gegründet wurde.
Dagmar Dark war bis 1971 am Volkstheater Rostock als Pantomimin tätig. In dieser Zeit lernte sie Harald Ringstorff, ihren späteren Mann, kennen. 1971 wechselte sie an die Städtischen Bühnen Leipzig und war nebenher auch künstlerische Leiterin der Pantomime-Laienspielgruppe des Allgemeinen Deutschen Gehörlosenverbandes Leipzig.
Von 1975 bis 1991 unterrichtete sie als externe Dozentin das Fach Pantomime an der Staatlichen Schauspielschule in Rostock, die 1994 als Außenstelle der Hochschule für Schauspielkunst Ernst Busch in die Hochschule für Musik und Theater Rostock eingegliedert wurde. Sie gründete 1976 die Amateur-Pantomimegruppe beim Rostocker Stadtkabinett für Kulturarbeit.
1979 trat sie das erste Mal als „Clown Dag“ auf und entwickelte in den 1980er Jahren mit dieser Figur Clownerieprogramme für Kinder.
Nach 1990 setzte sie ihre Arbeit freiberuflich mit von ihr neukonzipierten pantomimischen Szenenfolgen und Programmen fort. Ab 1995 wirkte sie im „Freien Theater Studio“ im TiK (Theater im Kulturbund) Schwerin mit. Das „Freie Theater Studio“ war im gleichen Jahr von Franklin Rodriguez Abad, zuvor Theaterlehrer an der Rostocker Schauspielschule, gegründet worden. Er ermutigte Dagmar Dark zur eigenen Arbeit an diesem Theater und zum Aufbau eines Amateur-Pantomime-Ensembles. Seit 1996 leitete sie in diesem Theaterstudio die Pantomimekurse für Kinder, Jugendliche und Erwachsene.
Mit von ihr gestalteten Soloprogrammen trat sie beim 1. Internationalen Pantomimefestival 1997 und beim 2. Internationalen Pantomimefestival 1998 in Schwerin sowie an anderen Veranstaltungsorten auf. Als Harald Ringstorff 1998 Ministerpräsident von Mecklenburg-Vorpommern wurde, änderte sich auch ihr Leben. Sie entschloss sich, ihre Auftritte als Pantomimin einzuschränken. Dagmar Dark-Ringstorff begleitete ihren Mann bei vielen öffentlichen Auftritten und Veranstaltungen.
Im Jahr 2000 feierte sie im Rahmen des 4. Internationalen Pantomimefestivals in Schwerin ihr 30-jähriges Bühnenjubiläum als Pantomimin und das 20-jährige Jubiläum ihrer Programme für Kinder. Dabei wurde sie als „Pionierin der Kunst der Klassischen Pantomime in Mecklenburg Vorpommern“ für ihre sozial orientierte künstlerische Tätigkeit und pädagogische Arbeit mit dem Pantomimenachwuchs gewürdigt. Nachdem sie bei diesem Festival mit ihrem Soloprogramm Zwischen Lachen und Weinen teilgenommen hatte, zeigte die Pantomimegruppe des Freien Theater Studios beim 5. Internationalen Pantomimefestival 2001 Augenschmaus. Es war das erste Abendprogramm der Gruppe, das unter der Regie von Dagmar Dark erarbeit und zusammengestellt wurde. Weitere Aufführungen dieses Programms folgten 2002.
Für das Projekt „Künstler für Schüler“ des Künstlerbundes Mecklenburg und Vorpommern e. V. übernahm sie von 2000 bis 2008 die Schirmherrschaft. Außerdem engagierte sie sich in der Initiative „Kultur gegen Gewalt“. Sie beteiligte sich an Schulen und Schulprojekttagen mit Pantomime-Programmen für Kinder und Jugendliche, in denen sie sich mit Formen der Gewalt, Fremdenfeindlichkeit und Rechtsradikalismus auseinandersetzte. 2008 trat sie mit dem Programm Frauen als Marionetten in Stralsund auf und zeigte aus ihrem Repertoire die Szenen Marionette, Isolation, Trennung und Auf der Brücke über den Abgrund, in denen sie die Probleme von Frauen mit Gewalterfahrungen in pantomimische Szenen umsetzte.
Als über 70-Jährige beteiligte sie sich weiterhin bei einigen Veranstaltungen mit kurzen Szenen, so 2013 mit der pantomimischen Gestaltung von Lebensstationen anlässlich des Gedenkens an die Novemberpogrome 1938 im Rostocker Jüdischen Theater „Mechaje“. Dagmar Ringstorff lebt in Weiße Krug, einem Ortsteil von Blankenberg.

## Arbeiten (Auswahl)
Für Erwachsene:
- Jazz & Pantomime (mit Pascal von Wroblewsky und dem Sinti Swing Quartett)[24]
- Zwischen Lachen und Weinen[17][25]
- CantoMime (mit Manolo Lohnes)[7]
- Sound and silence (mit Manolo Lohnes)[26]

Für Kinder:
- Hallo Kinder! (mit Gerd Klotzeck)[12]
- Mit Clown Dag und Dagobert durch die vier Jahreszeiten (mit Gerd Klotzeck)[27]
- Clown Dag spielt Zirkus
- Clown Dag macht Spaß (mit André Kuchenbecker)
- Spielplatz der Phantasie (mit Hermann Naehring)[28]